# 特雷西 (蒙大拿州)
特雷西（英語：Tracy）是位於美國蒙大拿州喀斯喀特縣的普查規定居民點。

## 人口
根據2020年美國人口普查的數據，特雷西的面積為0.96平方千米，皆為陸地。當地共有人口196人，而人口密度為每平方千米204.17人。